# Zacharias Jonæ Torpadius
Zacharias Jonæ Torpadius, född 1597 i Torpa församling, Östergötlands län, död 22 juli 1663 i Torpa församling, Östergötlands län, var en svensk präst.

## Biografi
Zacharias Torpadius föddes 1597 i Torpa församling. Han var son till kyrkoherden Jonas Nicolai Torpadius. Torpadius prästvigdes 2 augusti 1622 och blev pastorsadjunkt i Torpa församling. Han var adsumens vid prästmötet 1624. År 1633 blev han kyrkoherde i Torpa församling. Han avled 1663 i Torpa församling.

## Familj
Torpadius var gift med Ingeborg Larsdotter (död 1672). De fick tillsammans barnen kyrkoherden Jonas Torpadius (1624–1670) i Torpa församling, Elisabet Torpadius (född 1625) som var gift med kyrkoherden Haqvinus Kylander i Vist församling, Brita Torpadius (född 1630) som var gift med kontraktsprosten Magnus Sundius i Asby församling, kyrkoherden Israel Torpadius (1638–1684) i Torpa församling, Sara Torpadius (född 1642) som var gift med kyrkoherden Nicolaus Magni Egbyensis i Västra Ryds församling, assessorn Lars Torpadius (1644–1694) i Göta hovrätt, Kristina Torpadius som var gift med kyrkoherden Sveno Svenonis Höök i Adelövs församling, kyrkoherden Daniel Torpadius i Vireda församling och Katarina Torpadius (död 1677) som var gift med majoren Jonas Rudman.